# Чжуань Сюй
Чжуань Сюй (кит. трад.: 顓頊; піньїнь: Zhuānxū) — один з п'яти міфічних китайських імператорів.

## Ім'я
Етимологія імені Чжуань-сюя не зовсім зрозуміла: за одними припущеннями, що слідують від словника «Шо вень цзе цзи» («Тлумачення знаків та аналіз ієрогліфів», I ст.), словосполучення чжуань сюй означає «сторожкий вигляд». Вважається, що подібний вигляд Чжуань Сюй успадкував від свого батька Цянь Хуана (Хань Лю), за другою версією, це ім'я означає «першопредок», «перший володар», за третьою, вельми традиційною, — «істинна людина», «людина, наступний по справжньому шляху», за четвертою — «людина з рівною, немов виточеної з нефриту головою» (ознака мудреця).

## Народження
Існують перекази про чудесне народження Чжуань Сюя від променя зірки, що пронизала Місяць, немов веселка (за давньокитайськими уявленнями, веселка — дракон (лун) з головами по обох кінцях. Чжуань Сюй народився зі щитом і списом на голові. В нього, судячи з описів, простежуються вкрай архаїчні риси, відображені в нерозділеності частин тіла, кінцівок (зрощені ноги, зрощені ребра, зрощені брови).
Народився в Ді-цю, біля річки Хуанхе. Чжуань Сюй допомагав Шао Хао в розпорядженні водами ріки, в чому проявив себе чудовим аналітиком.
Став імператором у віці двадцяти років. У той час багато людей вірили у містику та займалися нею. Вони часто зверталися за порадами до ворожок; більше того — народ охопив страх перед відьмами. Чжуань Сюй вважав це все діяльністю злих духів, що відволікають людей від поклоніння Небу (яке у стародавньому Китаю ототожнювали з проявленням Бога) та сільської роботи. Він особисто подав приклад своєму народу, поклоняючись виключно Небу, багато працював та навіть не допускав можливості використання магії зі своєї сторони.
Чжуань Сюй правив вісімдесят сім років. Його внуком був останній імператор періоду — Шунь. Корейські літописці з царство Корьо стверджували, що Чжуань Сюй є пращуром-засновником їх держави.

## Діяльність
У праці «Люй-ши Чуньцю» («Весни і осені пана Люя», III ст. до н. е.) йдеться, що Чжуань Сюй до 10 років виховувався у Шао Хао, а у 20 років зійшов на престол і мудро правив 78 років.
Згідно з міфологічною традицією, він володарював, використовуючи магічну силу води і даючи за назвами вод (річок) назви посад своїм помічникам. Він доручив духу Чжуну правити півднем, небом і духами, а північ віддав під владу духу Лі, доручивши йому правити землею й людьми. Люди і боги не змішувалися і всюди панував порядок.
За наказом Чжуань-сюя духи Чжун і Лі перервали сполучення між небом і землею, щоб люди не могли більше підійматися на небеса. Чжуань Сюй доручив дракону Фейлуну створити нові мелодії і музику для жертвоприношень Шан-ді («Верховному владиці»), наслідуючи свисту вітрів восьми напрямків.
Згідно з «Хуайнань-цзи» (II ст. до н. е.), Чжуань Сюй воював з богом вод Гун-гуном. За іншими джерелами, він вів війни з міфічним родом дев'яти Лі, а також з племенем мяо.
Чжуань-сюю приписується винахід однієї з систем відліку часу (т. зв. календар Чжуань-сюя), а також впровадження встановлень, що визначають підлегле становище жінки в суспільстві. При Чжуань-сюї були введені покарання за інцест.
В історіографічній традиції дається характеристика Чжуань-сюя як ідеального володаря.